# Entandrophragma candollei
Entandrophragma candollei es una especie de árbol perteneciente a la familia Meliaceae. Es originaria de África tropical.

## Descripción
Es un árbol de hoja caduca después de la temporada de lluvias, que alcanza los 45-60 m de altura, con el tronco recto, cilíndrico, de 1,8-2 m de diámetro, y con raíces fuertes hinchadas o redondeados contrafuertes a la altura de 4 m, las ramitas jóvenes son de color marrón, aterciopeladas y peludas .

## Distribución y hábitat
Se encuentra dispersa en bosques de hoja perenne y semi-caducas, en los subtipos húmedos y en los secos; de suelo granítico, a una altitud de 500 metros. se utiliza para la regeneración natural de suelos pobres.

## Taxonomía
Entandrophragma candollei fue descrita por Hermann Harms y publicado en Notizblatt des Königlichen botanischen Gartens und Museums zu Berlin 1: 181. 1896.
Sinonimia
- Entandrophragma ferrugineum A.Chev. (1909)
- Entandrophragma choriandrum Harms